# Vermelles
Vermelles ist eine französische Gemeinde mit 4.729 Einwohnern (Stand: 1. Januar 2022) im Département Pas-de-Calais in der Region Hauts-de-France; sie gehört zum Arrondissement Béthune und zum Kanton Douvrin. Die Einwohner werden Alciaquois genannt.

## Geographie
Vermelles liegt zwischen der Ebene von Flandern und den Bergen der historischen Provinz Artois. An der westlichen Grenze verläuft das Flüsschen Surgeon. Vermelles wird von den Nachbargemeinden Cuinchy und Violaines im Norden, Auchy-les-Mines im Nordosten, Haisnes im Osten, Loos-en-Gohelle im Südosten, Mazingarbe im Südwesten, Noyelles-lès-Vermelles im Westen sowie Cambrin im Nordwesten umgeben.

## Bevölkerungsentwicklung
| 1962 | 1968 | 1975 | 1982 | 1990 | 1999 | 2006 | 2011 |
| ---- | ---- | ---- | ---- | ---- | ---- | ---- | ---- |
| 4828 | 4518 | 4299 | 4339 | 4584 | 4487 | 4454 | 4526 |

Ab 1962 nur Einwohner mit Erstwohnsitz

## Sehenswürdigkeiten
- Kirche Saint-Pierre
- Leibgrenadierdenkmal
- Rathaus
- britische Soldatenfriedhöfe[1]

## Gemeindepartnerschaft

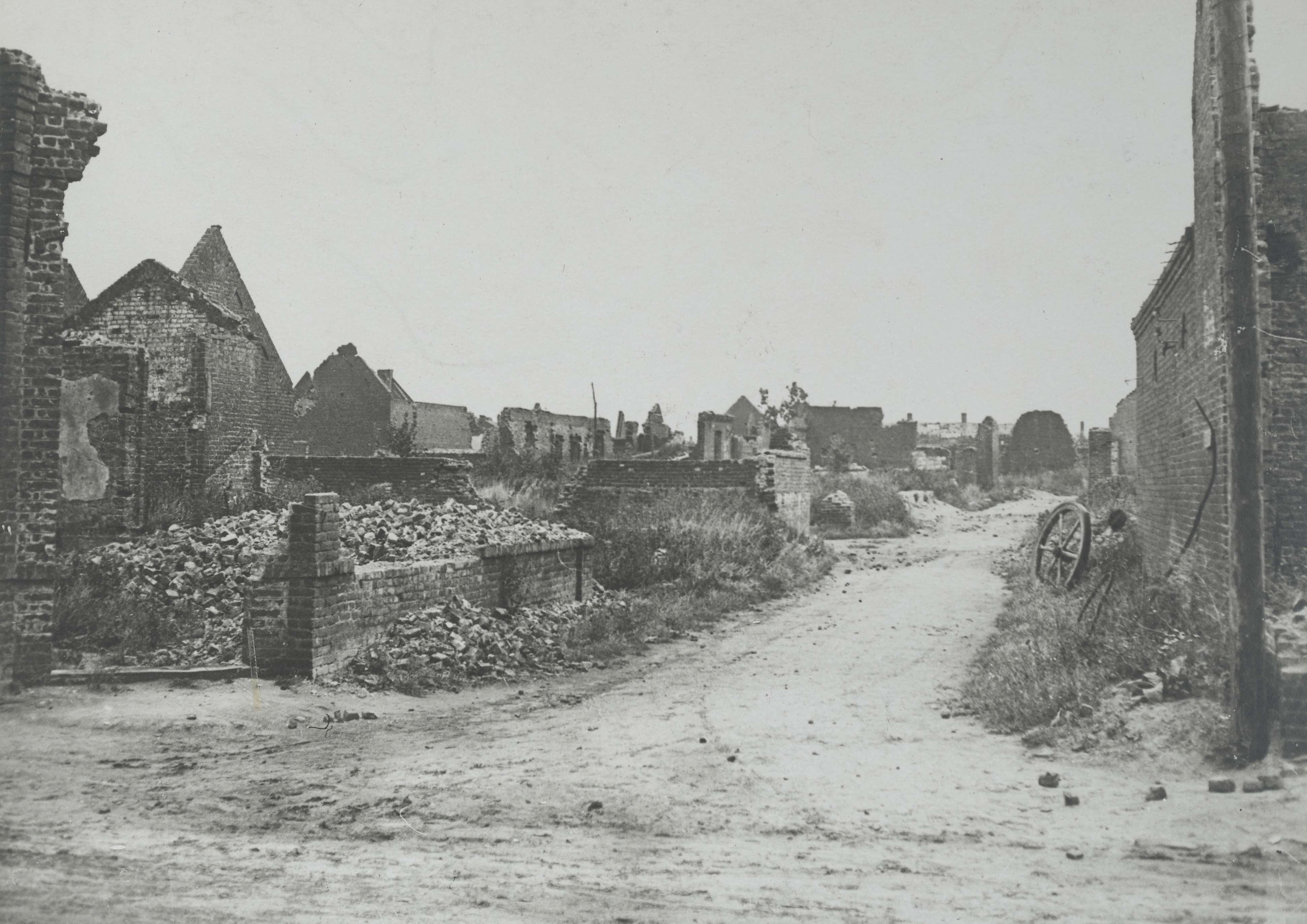
1914

Mit der deutschen Stadt Glauchau in Sachsen besteht seit 1998 eine Partnerschaft.

## Persönlichkeiten
- Céline Marie Tabary (1908–1993), Malerin und Hochschullehrerin